# Industriehof (Frankfurt am Main)

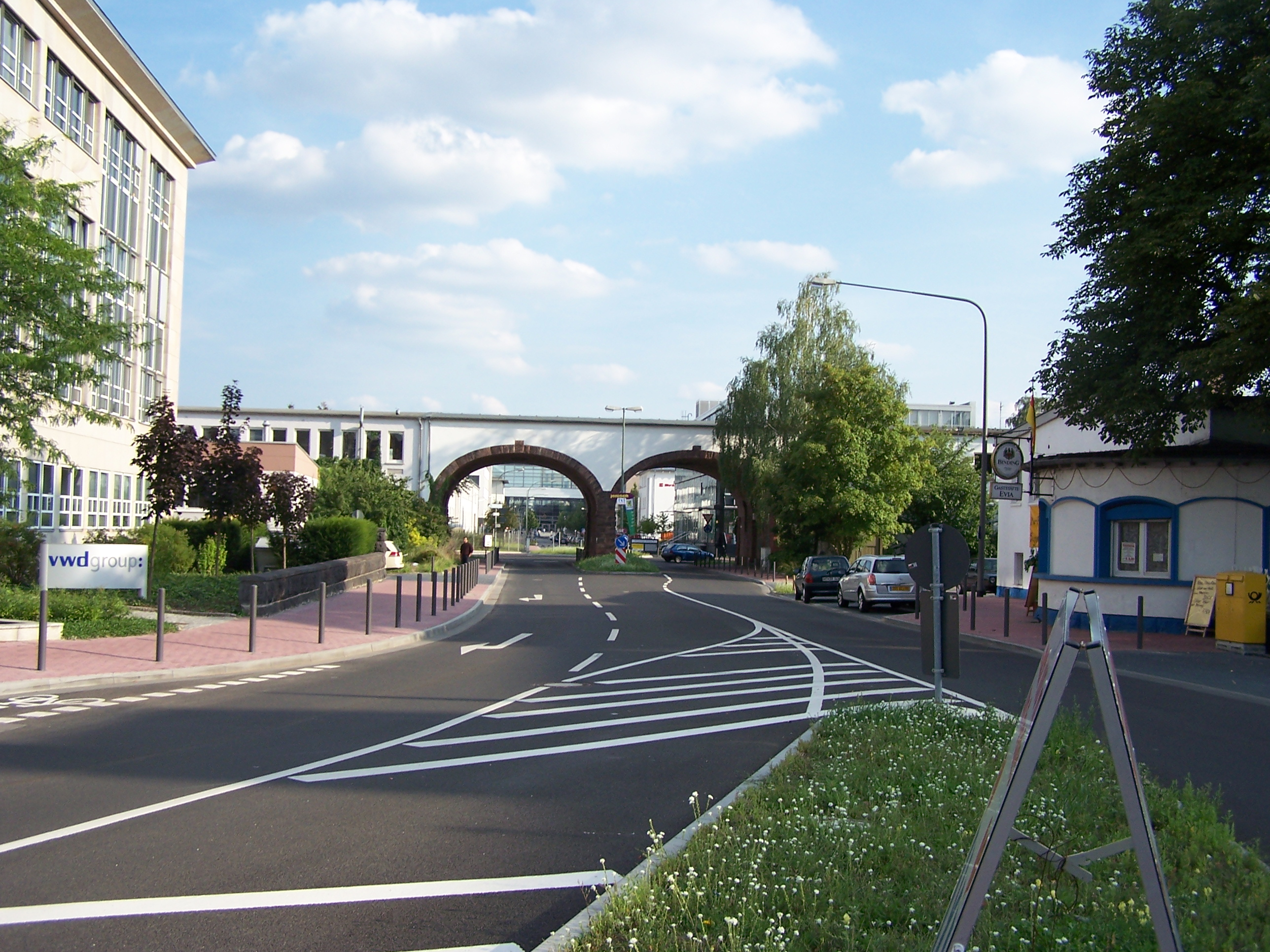
Die Torbögen der ehemaligen Kaserne, August 2006

Gliederung des Ortsbezirks Innenstadt II. Das schraffierte Gebiet (Industriehof) gehört zum Stadtteil Bockenheim, liegt aber im Ortsbezirk Mitte-West.

Gliederung des Bezirks Mitte-West. Südlich von Hausen liegt Bockenheim, dessen größerer Teil (schraffiert) im Ortsbezirk Innenstadt II liegt.

Der Industriehof ist zu zwei Dritteln ein Büro- und Gewerbegebiet und zu einem Drittel der Fläche eine Wohnsiedlung mit knapp 2000 Bewohnern in Frankfurt am Main, das von einem von 2000 bis 2010 durch die Deutsche Börse AG angemieteten Verwaltungsneubau der Commerz Real überragt wird.

## Lage und Abgrenzung
Das rund 35 Hektar große Gebiet liegt nördlich der City West im Stadtteil Bockenheim und wird im Westen durch die Ludwig-Landmann-Straße (B 44) von Rödelheim getrennt. Im Norden grenzt es an Hausen an. Den südlichen Abschluss bildet eine Kleingartenkolonie im Frankfurter Grüngürtel.
Ein geläufiger Irrtum ist, dass der Industriehof zu Hausen gehört. Quelle des Irrtums könnte die komplizierte Frankfurter Verwaltungsgliederung in Orts- und statistische Bezirke sein. Das Gebiet ist mit dem statistischen Bezirk 343 nahezu deckungsgleich. Dieser liegt nicht wie das restliche Bockenheim im Ortsbezirk Innenstadt II, sondern im Ortsbezirk Mitte-West, zu dem auch Hausen gehört. Des Weiteren wird der Industriehof durch Bahntrasse und Grüngürtel optisch von Bockenheim separiert, was nichts an der Tatsache ändert, das er quasi „schon immer“ zu dessen Gemarkung gehörte.

## Geschichte
Die „Keimzelle“ des Industriehofs war eine Kaserne. Ursprünglich wurde sie als die größte Flak-Kaserne Deutschlands von der Luftwaffe der Wehrmacht auf dem ehemals unbebauten Gebiet im heutigen Frankfurter Grüngürtel errichtet. Der Bau erfolgte mit kurzer Unterbrechung von 1936 bis 1938. Die Militäranlagen wurden im Zweiten Weltkrieg bei den Luftangriffen auf Frankfurt am Main stark beschädigt und danach nicht mehr in Betrieb genommen. Die Kaserne diente vorübergehend als Wohnsitz für vertriebene Deutsche aus den ehemaligen Ostgebieten. 
Erst mit der Wiederbewaffnung der Bundeswehr 1955 wurde auch die Kaserne wieder militärisch genutzt; nun aber auf einer deutlich kleineren Fläche, denn der nun erstmals als Industriehof bezeichnete, ehemalige Luftwaffenstützpunkt wurde inzwischen größtenteils gewerblich genutzt. Die Kaserne diente dann zunächst als Kreiswehrersatzamt, bis dieses nach Eschborn umzog. Heute befindet sich dort der Hauptsitz des Amts für Flugsicherung der Bundeswehr. Ein Teil des Gebietes wurde nach dem Zweiten Weltkrieg durch US-Streitkräfte genutzt. Mit dem 1988 aufgestellten Bebauungsplan Nr. 679 wurde hier ein Bürokomplex für die Deutsche Börse AG beschlossen. Am 27. August 1999 erfolgte das Richtfest für den 300 Millionen Mark teuren Neubau.
Im Bereich Tilsiter Straße / Königsberger Straße ist das THW OV Frankfurt.
Eine am 14. August 2009 gegründete Initiative der Wirtschaftsförderung Frankfurt GmbH und 15 weiterer Unternehmen strebte eine weitere Aufwertung des Stadtviertels an und schlug seine Umbenennung in Brentanoviertel vor.
Nach einer als ungeschickt wahrgenommenen Vorgehensweise der Wirtschaftsförderung und der beteiligten Agentur, die z. B. den zuständigen Ortsbeirat nicht einbezogen hatten, wurde die Umbenennung durch den Ortsbeirat zurückgewiesen. Einer der Gründe war die fehlende geschichtliche Verbindung des Industriehofs mit dem Namen „Brentano“. Des Weiteren gab es Proteste von Anwohnern, die den Namen „Industriehof“ als positiv empfinden und gegen eine Umbenennung votierten.

## Straßen

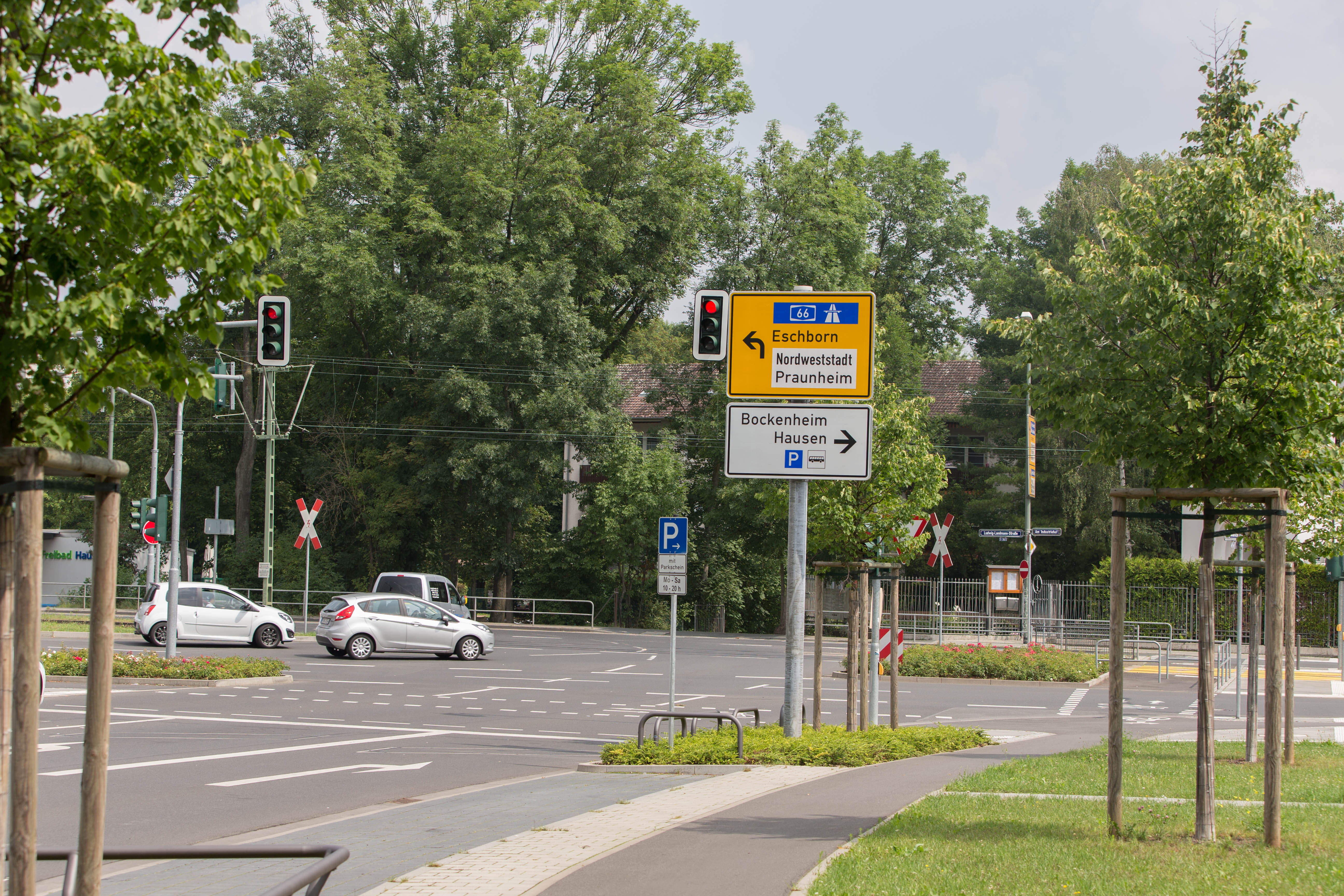
Bereich des ehemaligen Fischsteinkreisels im Verlauf der Ludwig-Landmann-Straße.

Der Industriehof liegt in einem trapezförmigen Gebiet, welches durch vier Straßenzüge beschrieben wird. Im Norden liegt die Straße Am Industriehof, die über den ehemaligen Fischsteinkreisel (jetzt T-Kreuzung) mit der westlich verlaufenden Ludwig-Landmann-Straße verknüpft ist. Östlich verläuft der Straßenzug Friedrich-Wilhelm-von-Steuben-Straße/Breitenbachbrücke/Breitenbachstraße und im Süden liegt die Rödelheimer Landstraße.
Straßennamen im Gebiet selber sind Königsberger, Tilsiter, Elbinger, Trakehner, Insterburger, Rossittener, Hohensteiner und Lötzener Straße. Diese Bezeichnungen erinnern an die frühere ostpreußische Heimat von Vertriebenen. 

## Bauwerke

### Tor zum Industriehof
Die Torbögen an der Tilsiter Straße bildeten die repräsentative Einfahrt zu dem 30.000 Quadratmeter großen Gelände Sitz des Flak-Regiments 29. Zusammen mit Sandsteinmauern entlang der Friedrich-Wilhelm-von-Steuben-Straße und der später so genannten Straße Am Industriehof sollte so der Eindruck einer Burganlage entstehen.

### Lateral Towers Frankfurt, ehemals Neue Börse

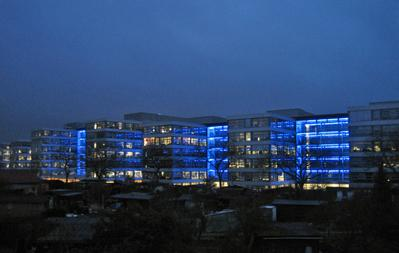
Lateral Towers Frankfurt, Rückansicht, vormals Unternehmenszentrale der Deutschen Börse AG

Das dominierende Gebäude am  Industriehof ist der 2000 von einem Commerz-Real-Fonds fertiggestellte, ehemalige Komplex Neue Börse. Von 2000 bis 2010 war er als Verwaltungssitz und Zentrale der Deutschen Börse AG vermietet, bis dieses Unternehmen seinen Sitz wegen niedriger Gewerbesteuersätze nach Eschborn verlegte. Das Einsparpotential beträgt nach eigenen Angaben jährlich ca. 60 Millionen Euro. Ende 2013 bezog die Commerzbank die nun Lateral Towers (etwa: Türme in Randlage) genannten Gebäude. Im Jahr 2022 wurde das Gebäude an einen kuwaitischen Investor verkauft. Ab dem Schuljahr 2024/2025 will die Stadt Frankfurt das Gebäude mieten, um dort zwei Gymnasien unterbringen.
Das achtschiffige Bauwerk, mit einer gläsernen Traverse verbunden, erinnert in seiner Form entfernt an das von Hans Poelzig errichtete I. G.-Farben-Haus. Die einzelnen sechsstöckigen Flügel werden zu den Außenseiten immer kürzer, wodurch das Gebäude eine charakteristische Wölbung erhält. Architekten waren die RKW Rhode Kellermann Wawrowsky GmbH & Co. KG. Eine Besonderheit war die abendliche blaue Illumination des Gebäudes.

### Haus Rinck
2002 wurde in der Elbinger Straße das Bürogebäude für die Rinck & Co.KG fertiggestellt. Es wurde von Gruber + Kleine-Kraneburg geplant und errichtet, die auch u. a. das Bundespräsidialamt beim Schloss Bellevue in Berlin entwarfen. Der viergeschossige Kubus umgibt ein eingestelltes Atrium mit einem Luftraum von 15 m Höhe. Die umlaufende Fassadengestaltung unterstreicht den Merkzeichencharakter des freistehenden Kubus, dessen Eindeutigkeit durch die verwendete dunkle Naturstein-Verkleidung (Nero-Assoluto, beflammt) der Fassade unterstrichen wird.

### Lighthouse
Das Lighthouse in der Königsberger Straße 29 zeichnet sich durch das größte Atrium (über 1.000 m²) des Industriehofes aus. Es bietet insgesamt 12.000 m² Bürofläche auf vier Etagen.

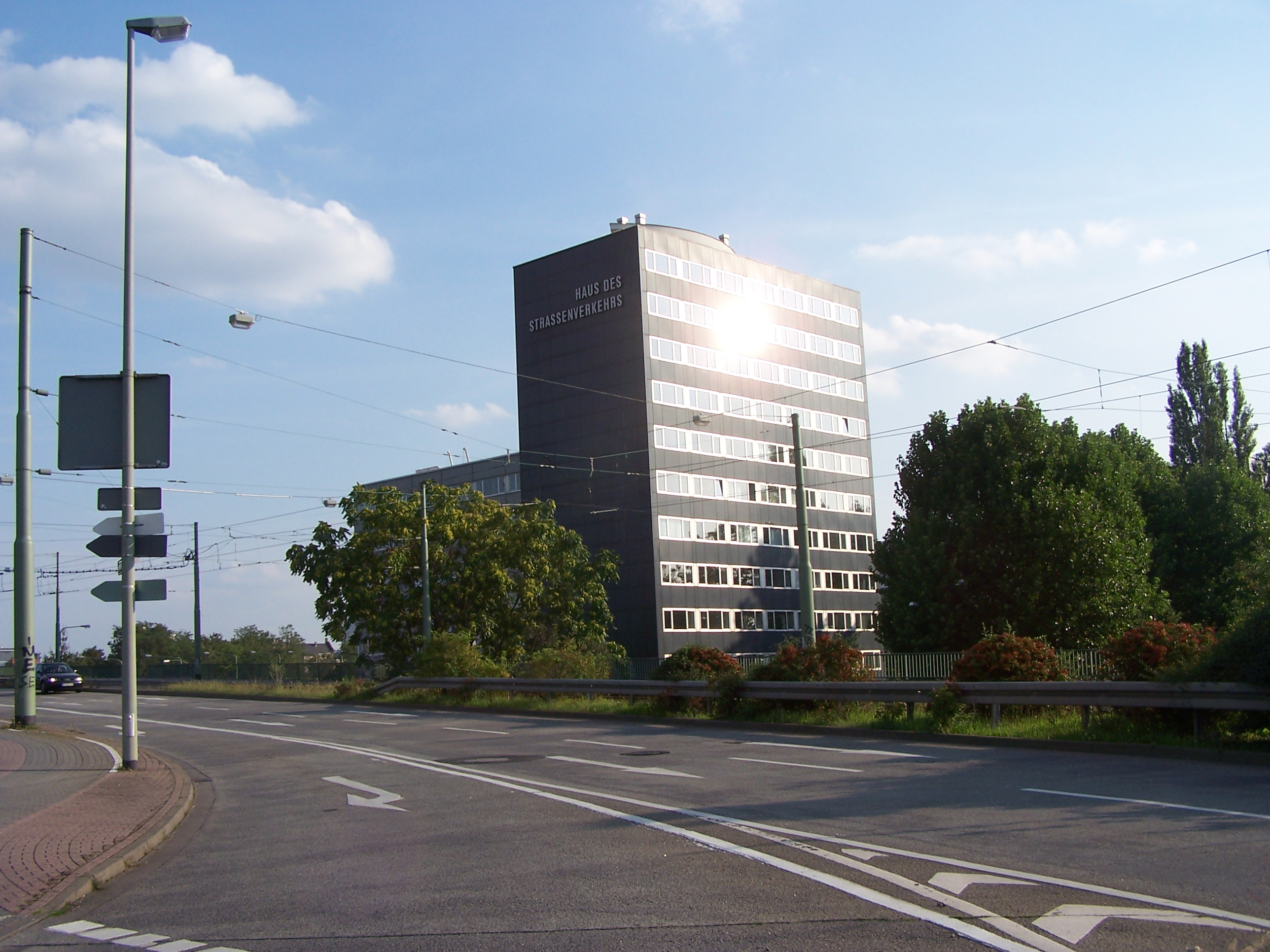
Haus des Straßenverkehrs, davor Anstieg zur Breitenbachbrücke

### Haus des Straßenverkehrs
Direkt daneben steht das 1961 erbaute Haus des Straßenverkehrs. Der Architekt Gerhard Balser konzipierte dieses zehnstöckige Gebäude als eine Art Brückenkopf der Breitenbachbrücke. Es wurde von der Arbeitsgemeinschaft Güterfernverkehr, dem heutigen Bundesverband Güterkraftverkehr Logistik und Entsorgung, als Hauptverwaltung errichtet.

### Amt für Flugsicherung der Bundeswehr (AFSBw)
Das AFSBw war eine Dienststelle der Bundeswehr für die militärische Flugsicherung der Streitkräfte in Deutschland. Sie war direkt dem Inspekteur der Luftwaffe unterstellt. Daneben befanden sich große Teile der Abteilung Militärische Flugsicherung des Amtes in der Unternehmenszentrale der DFS Deutsche Flugsicherung GmbH in Langen. Das Gründungsdatum war der 1. Oktober 1971. Aufgelöst wurde die Dienststelle 2015. Ihre Aufgaben übernahm das Zentrum Luftoperationen, das seit 2025 Air Component Command heißt.

### Breitenbachbrücke
Die Breitenbachbrücke wurde in ihrer heutigen Form 1966 fertiggestellt und stellt nun, als Verlängerung der Schloßstraße, die wichtigste Zufahrtsmöglichkeit aus Richtung der Stadtteilmitte und Innenstadt dar. Sie überspannt in ihrer heutigen Bauweise nicht nur die Main-Weser-Bahn (Abschnitt Westbahnhof – Bahnhof Eschersheim), sondern auch die Breitenbachstraße. Sie ersetzte eine alte Brücke, die 1915 errichtet wurde, um eine Straßenbahntrasse über die Eisenbahnstrecke zu führen und damit eine Lücke der Straßenbahn Frankfurt am Main für die Linien nach Rödelheim und Praunheim zu schließen. Des Weiteren wurden die zwei Bahnübergänge Häuser Gasse und Rödelheimer Landstraße entfernt. Der direkte Weg Ginnheim – Rödelheim wurde somit unterbrochen. Der Namenspatron ist Paul von Breitenbach.

### U-Bahn-Station
1986 wurden die ehemaligen Straßenbahnstrecken der Linien 18 und 22 in Stadtbahntrassen umgebaut und werden seitdem von den U-Bahn-Linien U6 und U7 bedient. Kurz nach der Breitenbachbrücke verlässt hier die U-Bahn aus Richtung Westend den Tunnel, erreicht die oberirdische Station Industriehof und verzweigt sich nach Hausen (U6) und Praunheim (U7).